# Carl Johan Schönherr

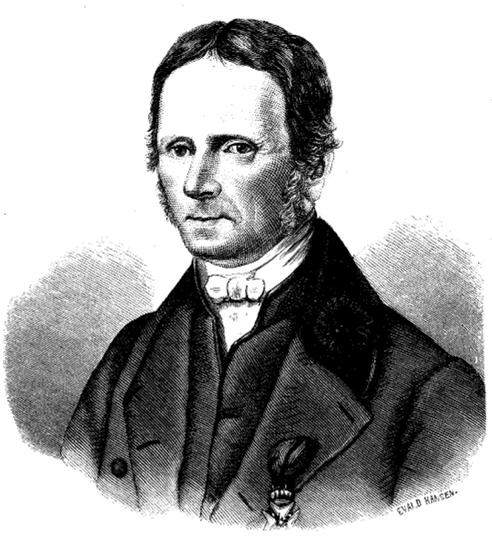
Carl Johan Schönherr

Carl Johan Schönherr  (* 10. Juni 1772 in Stockholm; † 28. März 1848 in Sparresäter) war ein schwedischer Entomologe, spezialisiert auf Käfer.

## Leben
Schönherr war der Sohn eines deutschen Einwanderers, der eine Seidenmanufaktur gründete. Carl Johan übernahm diese mit 19 Jahren und baute sie zu einer Firma mit rund 200 Mitarbeitern aus. 1811 verkaufte er sie an seinen Kompagnon Erik Lundgren und zog sich auf sein Landgut Sparresäter in Lerdala bei Skara in Västergotland zurück.  1812 wurde er Kommerzienrat.
Er war Insektensammler (mit einer der zu seiner Zeit größten Sammlungen in Europa) und Käfer-Spezialist, der viele neue Arten beschrieb. Er schrieb ein größeres Werk über Rüsselkäfer (Curculionidae).
1809 wurde er Mitglied der Königlich Schwedischen Akademie der Wissenschaften und im selben Jahr Reichstagsmitglied für Stockholm. 1828 wurde er Mitglied der Landwirtschaftsakademie. Er war einer derjenigen, die Mais in Schweden einführten.

## Schriften
- Synonymia insectorum, 3 Teile, 1806 bis 1817
- mit Carl Henrik Boheman, Leonard Gyllenhaal: Genera et species curculionidum, cum synonymia hujus familiæ; a C. J. Schoenherr. Species novae aut hactenus minus cognitæ, descriptionibus a dom. Leonardo Gyllenhal, C. H. Boheman, Paris, Roret, 16 Teile, 1833 bis 1845, Biodiversity Library